# Prionomelia clandestina
Prionomelia clandestina là một loài bướm đêm trong họ Geometridae.